# Deborah Berke
Deborah Berke (1954) es una arquitecta estadounidense. Es la fundadora de la firma Deborah Berke & Partners Architects con base en la ciudad de Nueva York. Se ha desempeñado como docente de diseño arquitectónico en la Universidad de Yale desde 1987.

## Biografía
Berke recibió su educación en la Escuela de Diseño de Rhode Island. Obtuvo un grado en bellas artes y arquitectura. Recibió un doctorado honorario de la escuela en 2005.

## Trabajos seleccionados
- 1982, Rob Krier : urban projects, 1968-1982 (Instituto de Arquitectura y Estudios Urbanos)
- 1984,  Visual analysis (Universidad de Maryland)
- 1985, 32 buildings (Universidad de Maryland)
- 1990, 30 buildings (Universidad de Maryland)
- 1997,  Architecture of the everyday (con Steven Harris)
- 2008,  Deborah Berke (con Tracy Myers)
- 2016, House rules : an architect's guide to modern life